# Planocelurarni karcinom
Planocelularni karcinom čini oko 20% svih malignih tumora kože, a po učestalosti je drugi iza bazocelularnog karcinoma. 

## Epidemiologija
Učestalost planocelularnog karicnoma je u porastu. Uglavnom se pojavljuje kod starijih osoba. Mortalitet je 7 na 1000 stanovnika. U pravilu u muškarca je češći nego u žena u omjer 2 prema 1. Među negroidima je rak kože rijedak.

## Edtiologija
Većina planocelularnih karcinoma nastaje iz keratinocita pod djelovanjem ultraljubičastih zraka Sunca. Kvarcanje i radioterapija imaju isti učinak. Ostali rizični faktori su izloženost aresenu i policikličkim aromatskim ugljikovodicima kao npr. katranu, parafinskom ulju, benzinu, čađi itd. Tumori se pojavljuju kod imunosuprimiranih bolesnika s AIDSom.